# 郑法祥
郑法祥（1892年—1965年），名涵宇，河北故城人，出生于上海，京剧演员，工武生，以其悟空戏而闻名，人称“小活猴”。其父郑长泰为有“赛活猴”之称的河北梆子演员。
郑法祥10岁起跟随其父郑长泰学艺，初习梆子花旦，后改习武生，同时开始学习悟空戏。18岁倒仓（变声），不久父亲去世。此后因为生活所迫充当武行（扮兵卒的基层演员），再逐渐升为二路武生，曾为李春来、沈韵秋、尚和玉、张桂轩、赵如泉、周信芳等配戏。后来，他开始专演悟空戏，学习杨小楼、尚和玉、郝振基等前辈的悟空戏艺术，逐渐自成一派，成为悟空戏南派的代表人物之一。1926年，他曾跟随杨月楼等前往日本出演悟空戏，这也是京剧悟空戏第一次在国外演出。1928年，在上海九亩地新舞台首演《金刀阵》，次年起又在齐天舞台上演连台本戏《西游记》。
中华人民共和国成立后，郑法祥曾在东北戏曲学校、中国戏曲学校、上海京剧院等处授课传艺。1962年，出版《谈悟空戏表演艺术》一书，将悟空戏表演技法归纳为“四法”（身法、手法、步法、棒法）、“三功”（做功、唱念功、筋斗功）、“一扮相”。1965年秋他在上海逝世。
郑法祥传人包括陈正柱、李仲林、小王桂卿等，此外李少春少时也曾郑派表演特点。